# Academia Recifense de Letras
A Academia Recifense de Letras é uma entidade cultural voltada para a defesa e divulgação dos assuntos literários ligados à capital pernambucana. Foi fundada em 12 de março de 1996, por um grupo de intelectuais composto, entre outros, por Carlos Bezerra Cavalcanti, Carlos Ferraz, Rostand Paraíso, Olimpio Bonald Neto, Gentil Porto, Paulo Cardoso, Guilherme Abath, Fernando Antonio Gonçalves, Lucilo Varejão Neto e José Geraldo Távora, liderados pelo escritor e editor Edvaldo Arlego.[carece de fontes?]
Suas reuniões preliminares ocorreram no auditório da Biblioteca Pública Estadual, dirigida, à época, pela bibliotecária Gleyde Victor. Atualmente, seus membros reúnem-se na Academia Pernambucana de Letras.
A fundação solene ocorreu no salão nobre do Clube Português do Recife, e, na ocasião, tomaram posse a primeira diretoria, presidida por Edvaldo Arlego, e o Conselho Fiscal.
É a segunda academia na cidade do Recife sob este nome. No final do século XIX, houve outro silogeu denominado Academia Recifense de Letras.

## Acadêmicos
| Cadeira | Patrono                           | Acadêmico(s) anterior(es)                      | Acadêmico atual                              |
| 1       | Aderbal Mendonça                  |                                                | Cássio Murilo Coelho Cavalcante              |
| 2       | Carlos Pena Filho                 |                                                | Geraldo Ferraz                               |
| 3       | Octávio de Freitas                | Lúcio Roberto Ferreira                         | Telma de Figueiredo Brilhante                |
| 4       | Diolindo Tavares                  |                                                | Dirceu Rabelo                                |
| 5       | Luís Wilson                       | Carlos Severiano Cavalcanti (acadêmico remido) | Divaldo de Almeida Sampaio                   |
| 6       | Lucilo Varejão                    |                                                | Lucilo Varejão Neto                          |
| 7       | Luiz Delgado                      |                                                | Fátima Quintas                               |
| 8       | Júlio Inácio do Carmo             | Edvaldo Arlego                                 | Paulo Camelo de Andrade Almeida              |
| 9       | Ludovico Atayde                   | Maria do Céu de Ataíde Vasconcelos             | Carlos Alberto Galindo de Medeiros           |
| 10      | Sizenando Elysio Silveira         | Cloves Marques                                 | Maria Jacira Serrano do Rego Barros          |
| 11      | Edite de Amorim Silva             |                                                | Leny Amorim Malheiros                        |
| 12      | Rogaciano Leite                   |                                                | Ana Maria César                              |
| 13      | Olívio Montenegro                 | Djanira Silva (falecida como acadêmica remida) | Antônio Manuel da Silva Filho                |
| 14      | Luís Ayala                        |                                                | Rivaldo José Bezerra de Paiva                |
| 15      | Valdemar Valente                  |                                                | Maria da Conceição Alves de Lima             |
| 16      | Vanildo Bezerra Cavalcanti        |                                                | Carlos Bezerra Cavalcanti (sócio benemérito) |
| 17      | Luís Ferreyra dos Santos          |                                                | Suzana Maria Maciel Chacon Falcão            |
| 18      | Mauro Mota                        | Salete do Rego Barros (acadêmica remida)       | Severino Marcos de Oliveira Carneiro (Xepa)  |
| 19      | Pedro Veloso Costa                |                                                | Caesar Sobreira                              |
| 20      | Álvaro Ferraz                     | Francisco de Assis Nunes                       | Meraldo Zisman                               |
| 21      | Gilberto da Costa Carvalho        |                                                | Marcos Gomes Cordeiro                        |
| 22      | Thargélia Barreto Menezes         | Robson Sampaio                                 | Riverdes Coelho Falcão                       |
| 23      | Rui João Marques                  | Vital Corrêa de Araújo (acadêmico remido)      | Colly Holanda                                |
| 24      | Valdemar de Oliveira              | Oserias Reno de Gouveia                        | Inaldo Tenório de Moura Cavalcanti           |
| 25      | Nelson Barbalho                   | Gentil Porto                                   | Paulo Afonso Correia de Paiva                |
| 26      | Nelson Chaves                     | Éfrem de Aguiar Maranhão (acadêmico remido)    | Catarina Fernandes de Oliveira Fraga         |
| 27      | Josué de Castro                   | Amaury Siqueira Medeiros (acadêmico remido)    | José Antonio Spencer Hartman Júnior          |
| 28      | Dulce Chacon                      |                                                | Lourdes Sarmento                             |
| 29      | José Lourenço de Lima             |                                                | Ariadne Quintela                             |
| 30      | Valdeci Camelo                    |                                                | Melchiades Montenegro                        |
| 31      | Nilo Pereira                      |                                                | Rachel Carrilho de Macedo                    |
| 32      | Joaquim Cardozo                   | Flávio Chaves (acadêmico remido)               | Heitor Bezerra de Brito                      |
| 33      | Francisca Isidora                 |                                                | Adiuza Vieira Belo                           |
| 34      | Potyguar Matos                    | Fernando Antonio Gonçalves                     | (cadeira momentaneamente vaga)               |
| 35      | Itamar de Albuquerque Vasconcelos |                                                | Zélia Maria Cunha Monte Bezerra              |
| 36      | Flávio Guerra                     | Olimpio Bonald Neto                            | Olívia Maria Beltrão Gondim                  |
| 37      | Mário Melo                        | Sebastião Vilanova                             | Valdir Oliveira                              |
| 38      | José Antônio de Almeida           |                                                | Lourdes Nicácio e Silva                      |
| 39      | Fernando Pio                      |                                                | Arthur Carvalho                              |
| 40      | Ascenso Ferreira                  |                                                | Antonio Filho Neto                           |

Atualmente, é presidida pelo escritor Heitor Bezerra de Brito.